# Burgos-Rundfahrt 2016
Die 38. Burgos-Rundfahrt 2016 war ein spanisches Straßenradrennen. Das Etappenrennen fand vom 2. bis zum 6. August 2016 statt. Zudem gehörte das Radrennen zur UCI Europe Tour 2016 und war dort in der Kategorie 2.HC eingestuft.

## Teilnehmende Mannschaften
| WorldTeams (13)- AG2R La Mondiale - Astana - BMC Racing Team - Cannondale-Drapac - Etixx-Quick Step - FDJ - Movistar Team - Orica-BikeExchange - Dimension Data - Giant-Alpecin - Katusha - Sky - Tinkoff Professional Continental Teams (6)- Caja Rural-Seguros RGA - Topsport Vlaanderen-Baloise - Gazprom-RusVelo - ONE Pro Cycling - Nippo-Vini Fantini - Roompot-Oranje Peloton Continental Teams (2)- Burgos-BH - Euskadi Basque Country-Murias |
| |

## Etappen
| Etappe    | Datum   | Etappenorte                                          | type                 | Länge (km) | Etappensieger    | Gesamtführender  |
| --------- | ------- | ---------------------------------------------------- | -------------------- | ---------- | ---------------- | ---------------- |
| 1. Etappe | 2. Aug. | Sasamón – Melgar de Fernamental                      | Flachetappe          | 158        | Danny van Poppel | Danny van Poppel |
| 2. Etappe | 3. Aug. | Burgos – Burgos                                      | Teamzeitfahren       | 10,72      | Astana           | Dmitri Grusdew   |
| 3. Etappe | 4. Aug. | Sedano – Villarcayo de Merindad de Castilla la Vieja | Hügelige Etappe      | 198        | Danny van Poppel | Dmitri Grusdew   |
| 4. Etappe | 5. Aug. | Aranda de Duero – Lerma                              | Mittelschwere Etappe | 145        | Nathan Haas      | Gianni Meersman  |
| 5. Etappe | 6. Aug. | Caleruega – Lagunas de Neila                         | Hochgebirgsetappe    | 163        | Sergio Pardilla  | Alberto Contador |

## Gesamtwertung
| \| Gesamtwertung \| Gesamtwertung \| Gesamtwertung \| Gesamtwertung \| Gesamtwertung \| \| Fahrer \| Fahrer \| Land \| Team \| Zeit \| \| ------------- \| ---------------- \| ---------------------- \| ---------------------- \| ---------------- \| \| 1. \| Alberto Contador \| Spanien \| Tinkoff \| 15 h 50 min 50 s \| \| 2. \| Ben Hermans \| Belgien \| BMC Racing Team \| + 1 s \| \| 3. \| Sergio Pardilla \| Spanien \| Caja Rural-Seguros RGA \| + 1 s \| \| 4. \| Simon Yates \| Vereinigtes Königreich \| Orica-BikeExchange \| + 4 s \| \| 5. \| Peter Kennaugh \| Vereinigtes Königreich \| Team Sky \| + 11 s \| |                  |                        |                        |                  |
| |                  |                        |                        |                  |
| Quelle: ProCyclingStats |                  |                        |                        |                  |
| Gesamtwertung |                  |                        |                        |                  |
| Fahrer | Fahrer           | Land                   | Team                   | Zeit             |
| 1. | Alberto Contador | Spanien                | Tinkoff                | 15 h 50 min 50 s |
| 2. | Ben Hermans      | Belgien                | BMC Racing Team        | + 1 s            |
| 3. | Sergio Pardilla  | Spanien                | Caja Rural-Seguros RGA | + 1 s            |
| 4. | Simon Yates      | Vereinigtes Königreich | Orica-BikeExchange     | + 4 s            |
| 5. | Peter Kennaugh   | Vereinigtes Königreich | Team Sky               | + 11 s           |

## Wertungstrikots
| Etappe         | Etappensieger    | Gesamtwertung    | Punktewertung    | Bergwertung                | Nachwuchswertung  | Teamwertung     |
| -------------- | ---------------- | ---------------- | ---------------- | -------------------------- | ----------------- | --------------- |
| 1              | Danny van Poppel | Danny van Poppel | Danny van Poppel | Martijn Tusveld            | Jhonatan Restrepo | BMC Racing Team |
| 2              | Astana Pro Team  | Dmitri Grusdew   | Danny van Poppel | Martijn Tusveld            | Jhonatan Restrepo | Astana Pro Team |
| 3              | Danny van Poppel | Dmitri Grusdew   | Danny van Poppel | Jochem Hoekstra            | Matvey Mamykin    | Astana Pro Team |
| 4              | Nathan Haas      | Gianni Meersman  | Danny van Poppel | Jacques Janse van Rensburg | Matvey Mamykin    | Astana Pro Team |
| 5              | Sergio Pardilla  | Alberto Contador | Danny van Poppel | Omar Fraile                | Matvey Mamykin    | Movistar Team   |
| Wertungssieger | Wertungssieger   | Alberto Contador | Danny van Poppel | Omar Fraile                | Matvey Mamykin    | Movistar Team   |